# سالي فيلد
سالي فيلد (بالإنجليزية: Sally Field) (مواليد 6 نوفمبر 1946) ممثلة أمريكية حائزة على جائزتي أوسكار. صارت اسماً بارزاً في سن 19 عاما من خلال مسلسلات كوميديا الموقف وخاصة بعد دورها «غدجت» في المسلسل التلفزيوني الذي حمل الاسم ذاته في العام 1965.
حازت جائزتي أوسكار الأولى عن دورها في فيلم الدراما «نورما ري» Norma Rae الذي صدر عام 1979. والثاني عن دورها في فيلم الدراما «أماكن في القلب» من إنتاج العام 1984.
كما فازت بجوائز غرامي عن ثلاثة تصنيفات مختلفة، الأولى عام 1977 كأفضل ممثلة عن دورها في فيلم الدراما «سيبل» Sybil، وأخرى كأفضل ممثلة ضيفة شرف "Outstanding Guest Actress" لتمثيلها دور آبي في إي آر في 2001. والثالثة كأفضل ممثلة رئيسية في 2007 عن دورها كنورا واكر في الدراما التلفزيونية براذرز أند سيسترز. هذا وتتضمن جوائزها الأخرى جوائز غولدن غلوب وجوائز نقابة ممثلي الشاشة.

## حياتها المبكرة
وُلدت سالي فيلد في باسادينا، كاليفورنيا، لمارغريت فيلد (ممثلة، لقبها قبل الزواج: مورلان) وريتشارد درايدن فيلد. كان والدها ضابطًا في الجيش. بعد طلاق والديها في عام 1950، تزوجت والدتها من الممثل ومؤدي المشاهد الخطيرة جوك ماهوني. ادعت فيلد في مذكراتها لعام 2018 بأنها تعرضت للاعتداء الجنسي من قِبل ماهوني خلال طفولتها. من خلال سلسلة النسب لجدة أمها، فإن فيلد سليلة أحد ركاب سفينة المايفلاور والحاكم الاستعماري ويليام برادفورد، جدها العاشر.
عندما كانت في سن المراهقة، التحقت فيلد بمدرسة بورتولا المتوسطة ومدرسة برمنغهام الثانوية في فان نويس، حيث كانت رئيسة المشجعين. كان من بين زملائها في الدراسة الخبير المالي مايكل ميلكين والممثلة سيندي ويليامز ووكيل المواهب مايكل أوفيتز.

## حياتها الشخصية
تزوجت فيلد من ستيفن كريغ في الفترة من عام 1968 وحتى عام 1975. خلال زواجهما، أنجب الزوجان ولدين: بيتر كريغ (مواليد عام 1969)، روائي؛ وإيلي كريغ (مواليد عام 1972)، ممثل ومخرج.
في أواخر سبعينيات القرن الماضي، كانت فيلد على علاقة مع بيرت رينولدز، شاركا خلال هذه الفترة في بطولة العديد من الأفلام، بما في ذلك سموكي وبانديت وسموكي وبانديت الجزء الثاني والنهاية وهوبر.
في 29 أكتوبر عام 1988، في مطار مقاطعة أسبن-بيتكين في كولورادو، كانت فيلد وثلاثة من أفراد أسرتها في طائرة خاصة يملكها قطب وسائل الإعلام ميرف غريفين عندما فقدت السيطرة وسقطت عند الإقلاع، لتصطدم بطائرة متوقفة. نجوا جميعهم بإصابات طفيفة.
بعد انتهاء علاقتها مع رينولدز، تزوجت فيلد من زوجها الثاني آلان غريسمان في عام 1984. أنجبا ابنًا واحدًا، سام، في عام 1987. تطلق فيلد وغريسمان في عام 1993.

## النشاطية
في عام 2005، شُخصت فيلد بمرض هشاشة العظام. قادها تشخيصها إلى إنشاء حملة» تجمع سالي لصحة العظام«بدعم من روش وجلاكسو سميث كلاين اللتين روجتا بشكل مثير للجدل لحمض الإباندرونيك وهو دواء البايفوسفونيت يُستعمل في علاج مرض هشاشة العظام. شجعت حملة فيلد التشخيص المبكر لمثل هذه الحالات من خلال التكنولوجيا، مثل: فحوصات كثافة العظام.
أثناء خطاب تسلمها جائزة إيمي لعام 2007، عندما فازت بجائزة أفضل ممثلة رئيسية في مسلسل درامي، قالت فيلد: » إذا حكمت الأمهات العالم، فلن تكون هناك حروب لعينة في المقام الأول«. قطعت شركة فوكس التليفزيونية، التي بثت العرض، الصوت والصورة بعد كلمة» إله«ولم تعد الكاميرا والصوت إلى المسرح إلا بعد انتهاء كلام فيلد. أوضح بيان عبر البريد الإلكتروني من الشركة في اليوم التالي خضوع خطاب فيلد للرقابة (بين حادثتي رقابة أخرتين خلال حفل توزيع الجوائز) لأنه» قد يعتبر بعض المشاهدين بعض الكلام غير مناسب أثناء البث المباشر. نتيجةً لذلك، قرر المديرون التنفيذيون طبقًا لمعايير البث في فوكس أنه من المناسب قطع الصوت والصورة أثناء تلك الأجزاء من العرض«.
دافعت فيلد عن حقوق المرأة. عملت في مجلس إدارة الشراكة العالمية للأصوات الحيوية، وهي منظمة غير حكومية نسائية دولية، وشاركت في استضافة جوائز القيادة العالمية ست مرات. كانت مُناصرة للديمقراطية، أيدت فيلد محاولة هيلاري كلينتون لترشيح الحزب الديمقراطي في الانتخابات الرئاسية لعام 2008.
دافعت فيلد أيضًا عن حقوق المثليين، وفازت بجائزة الحليف من أجل المساواة في حملة حقوق الإنسان في عام 2012. ابنها الأصغر، سام، مثلي.
أُلقي القبض على فيلد يوم الجمعة 13 ديسمبر عام 2019 أثناء مشاركتها في احتجاجات جين فوندا الأسبوعية لتغير المناخ في واشنطن العاصمة.

## أفلامها
the eye
never say never
- أهلا، إسمي دوريس

## وصلات خارجية
- سالي فيلد على موقع IMDb (الإنجليزية)
- سالي فيلد على موقع الموسوعة البريطانية (الإنجليزية)
- سالي فيلد على موقع روتن توميتوز (الإنجليزية)
- سالي فيلد على موقع مونزينجر (الألمانية)
- سالي فيلد على موقع ألو سيني (الفرنسية)
- سالي فيلد على موقع ميوزك برينز (الإنجليزية)
- سالي فيلد على موقع تيرنر كلاسيك موفيز (الإنجليزية)
- سالي فيلد على موقع أول موفي (الإنجليزية)
- سالي فيلد على موقع بوكس أوفيس موجو (الإنجليزية)
- سالي فيلد على موقع قاعدة بيانات برودواي على الإنترنت (الإنجليزية)
- Two Weeks movie site
- Sally Field at Emmys.com نسخة محفوظة 25 نوفمبر 2011 على موقع واي باك مشين.
- Actress Sally Field On Hollywood, Family and Aging, an الإذاعة الوطنية العامة Interview, June 3, 2009 (بث حي)
- قالب:EmmyTVLegends name

قالب:Sally Field